# Equipo de Copa Hopman de Yugoslavia
Yugoslavia es una nación que compitió en tres torneos consecutivos de la Copa Hopman antes de la desintegración del país a principios de la década de 1990. Compitió por primera vez en la Copa Hopman inaugural en 1989. Yugoslavia ganó el torneo en una ocasión, en 1991.

## Registro de victorias y derrotas
| Jugador/a            | Total V-D | Individuales V-D | Dobles V-D | Primer año | No. de años jugados |
| -------------------- | --------- | ---------------- | ---------- | ---------- | ------------------- |
| Sabrina Goleš        | 0-2       | 0-1              | 0-1        | 1990       | 1                   |
| Goran Prpić          | 6-2       | 2–2              | 4-0        | 1991       | 1                   |
| Monica Seles         | 8-0       | 4-0              | 4-0        | 1991       | 1                   |
| Karmen Škulj         | 0-2       | 0-1              | 0-1        | 1989       | 1                   |
| Slobodan Živojinović | 0–4       | 0-2              | 0-2        | 1989       | 2                   |

## Resultados
| Año  | Competición      | Lugar | Oponente        | Marcador | Resultado |
| ---- | ---------------- | ----- | --------------- | -------- | --------- |
| 1989 | Primera Ronda    | Perth | Suecia          | 0–3      | Perdió    |
| 1990 | Primera Ronda    | Perth | Australia       | 0–3      | Perdió    |
| 1991 | Primera Ronda    | Perth | Italia          | 3–0      | Ganó      |
| 1991 | Cuartos de final | Perth | Unión Soviética | 2–1      | Ganó      |
| 1991 | Semifinales      | Perth | Francia         | 2–1      | Ganó      |
| 1991 | Final            | Perth | Estados Unidos  | 3–0      | Ganó      |